# Santuario della Beata Vergine della Consolazione
Il santuario della Madonna della Consolazione, noto anche come santuario della Beata Vergine della Consolazione, è un santuario che si trova a Borgo Maggiore, è di proprietà della omonima confraternita. Oggi assolve anche alle funzioni di chiesa parrocchiale insieme a quella dei Santi Antimo e Marino, è infatti officiata e amministrata dal parroco di Borgo Maggiore.

## Storia e descrizione
Il luogo di culto fu costruito su progetto dell'architetto italiano Giovanni Michelucci a partire dal febbraio 1964; la sua consacrazione si tenne l'11 giugno 1967.
Inizialmente, l'incarico fu affidato all'ingegnere locale Gino Zani, che elaborò un progetto ispirato alla tradizione architettonica del territorio. Michelucci nel frattempo era stato precedentemente contattato dal governo di San Marino per una consulenza, poi rimasta sulla carta, relativa alla riconversione di una casa di riposo. A seguito della decadenza della prima commissione, l’architetto toscano fu chiamato a progettare il santuario della Beata Vergine della Consolazione, subentrando a Zani. Il progetto fu presentato all'assemblea della Congregazione già nel 1961.
Il complesso presenta una pianta trapezoidale irregolare, articolata in una serie di percorsi interni che si sviluppano attorno all’aula principale, posta circa quattro metri sotto il livello stradale. L’accesso avviene tramite un nartece, da cui si dipartono due cammini: uno conduce direttamente all’interno, al piano del matroneo; l’altro, attraverso una scalinata coperta, segue il sagrato e conduce all’aula inferiore.
La copertura dell’edificio, inizialmente in piombo e oggi sostituita con rame, è costituita da due falde appoggiate su archi parabolici.
Secondo la critica, questi spazi riprendono alcuni dei temi più cari a Michelucci, già sperimentati nella celebre chiesa dell'Autostrada del Sole. In particolare, la chiesa non si configura come un edificio isolato, ma si inserisce armoniosamente nell’ambiente circostante, aprendosi al territorio con un'articolazione dei volumi "organica", che ricorda uno spazio naturale, come una grotta o una tenda, con percorsi differenziati che portano ad ambienti diversi, secondo più assi e tracciati. Il santuario è quindi concepito come luogo di comunità e di relazioni, quasi una piccola città, pensata per favorire tanto il dialogo interiore quanto quello sociale.
Le infiltrazioni d'acqua dalla copertura, comparse già nei primi anni dopo la costruzione e causa di interventi ricorrenti con cadenza decennale, hanno reso necessaria la completa sostituzione del rivestimento in rame, ormai non più recuperabile né compatibile con le moderne tecniche di posa. I lavori furono eseguiti e conclusi tra il 2012 e la primavera del 2013, facendo riferimento alla documentazione d’archivio del cantiere originario.
Nel 2016, papa Francesco ha concesso un Anno Giubilare in onore di Nostra Signora della Consolazione, in occasione del cinquantesimo anniversario della consacrazione. L’Anno Giubilare si è aperto sabato 19 novembre 2016 con una solenne celebrazione presieduta da Andrea Turazzi, vescovo della Diocesi di San Marino-Montefeltro, che ha benedetto la nuova campana maggiore. Sabato 3 giugno 2017, il cardinale Edoardo Menichelli, vescovo della Diocesi di Ancona, ha fatto visita al santuario, presiedendo l’eucaristia e la solenne processione per l’anniversario della consacrazione. L’Anno Giubilare si è concluso sabato 26 novembre 2017, durante la visita pastorale di monsignor Turazzi.